# Lafayette College
Das Lafayette College ist eine private, nicht konfessionsgebundene Hochschule in Easton (Pennsylvania), die 1826 von James Madison Porter und weiteren Bürgern Eastons gegründet wurde. Der Namensgeber des Colleges ist der französische General La Fayette. Das College bietet ein grundständiges Studium in den Freien Künsten (Liberal Arts) und Ingenieurwissenschaften. Seit 1970 sind auch Frauen am Lafayette College zum Studium zugelassen. Der Campus befindet sich auf dem College Hill im Lehigh Valley und bietet Unterkünfte für alle Studenten. Seit 1854 ist die Leitung des College mit der Presbyterian Church verbunden.

## Geschichte

### Gründung und Entwicklung im 19. Jahrhundert

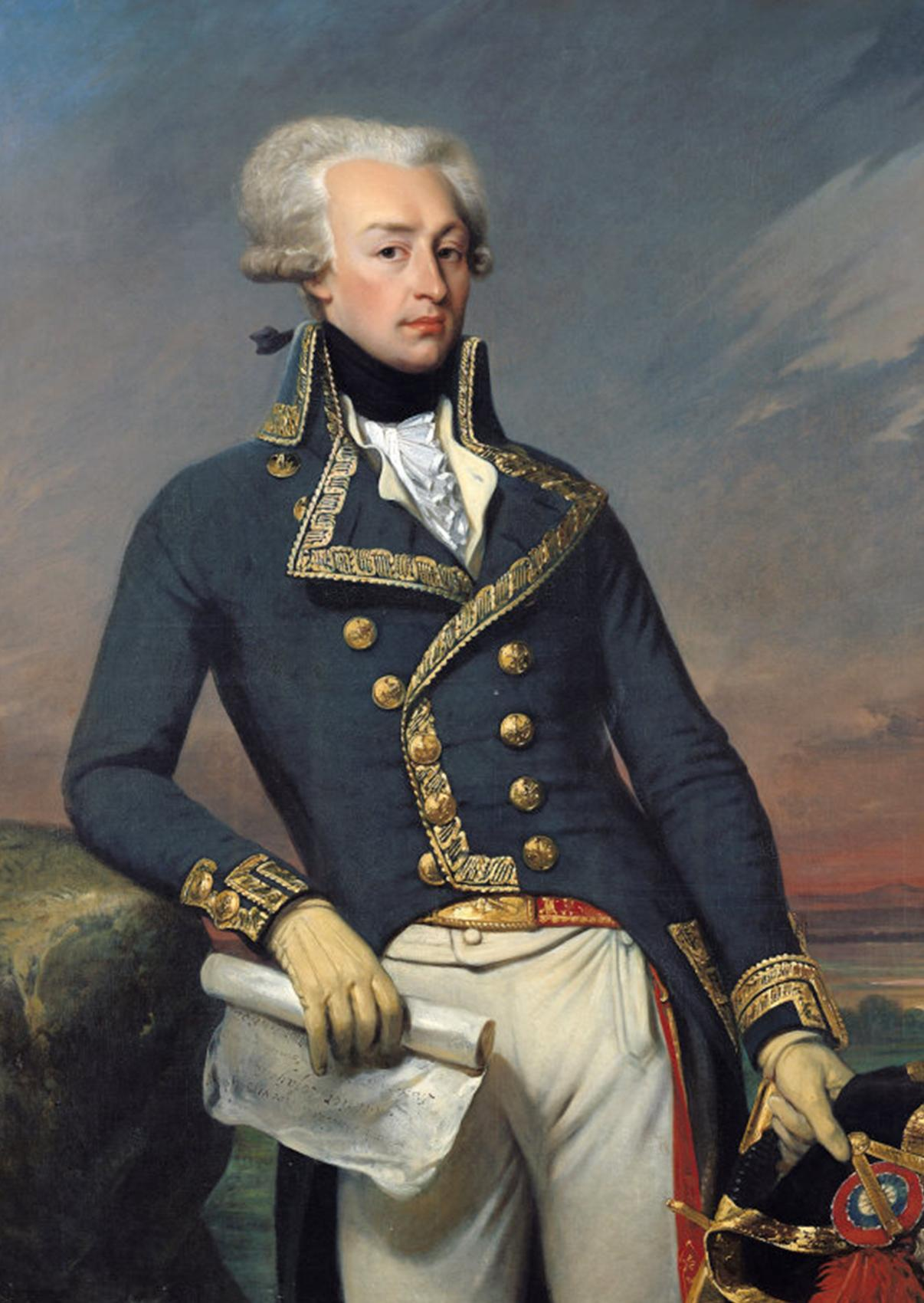
Marquis de La Fayette, der Namensgeber des College

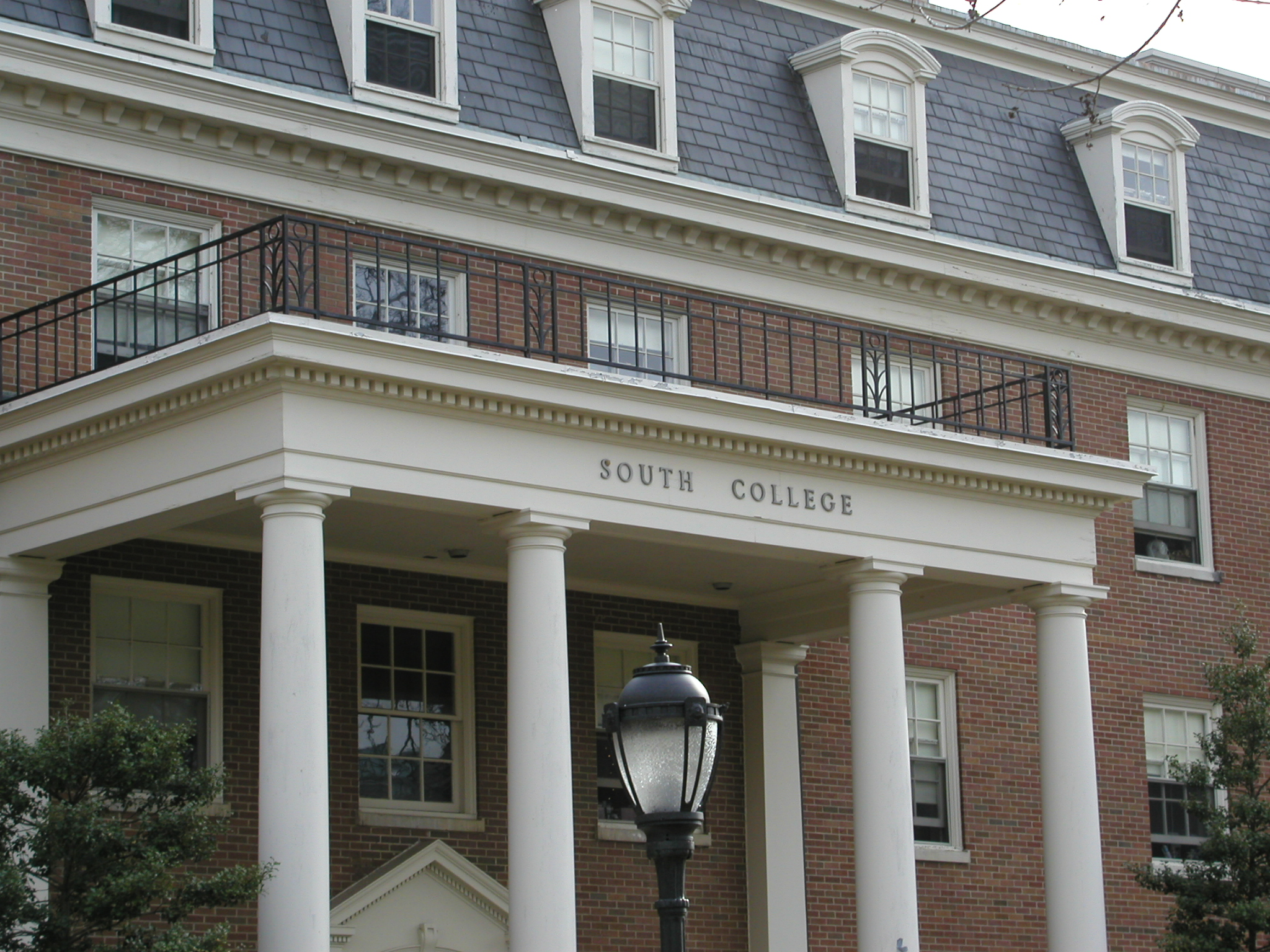
South College, ein Wohnheim des Lafayette College

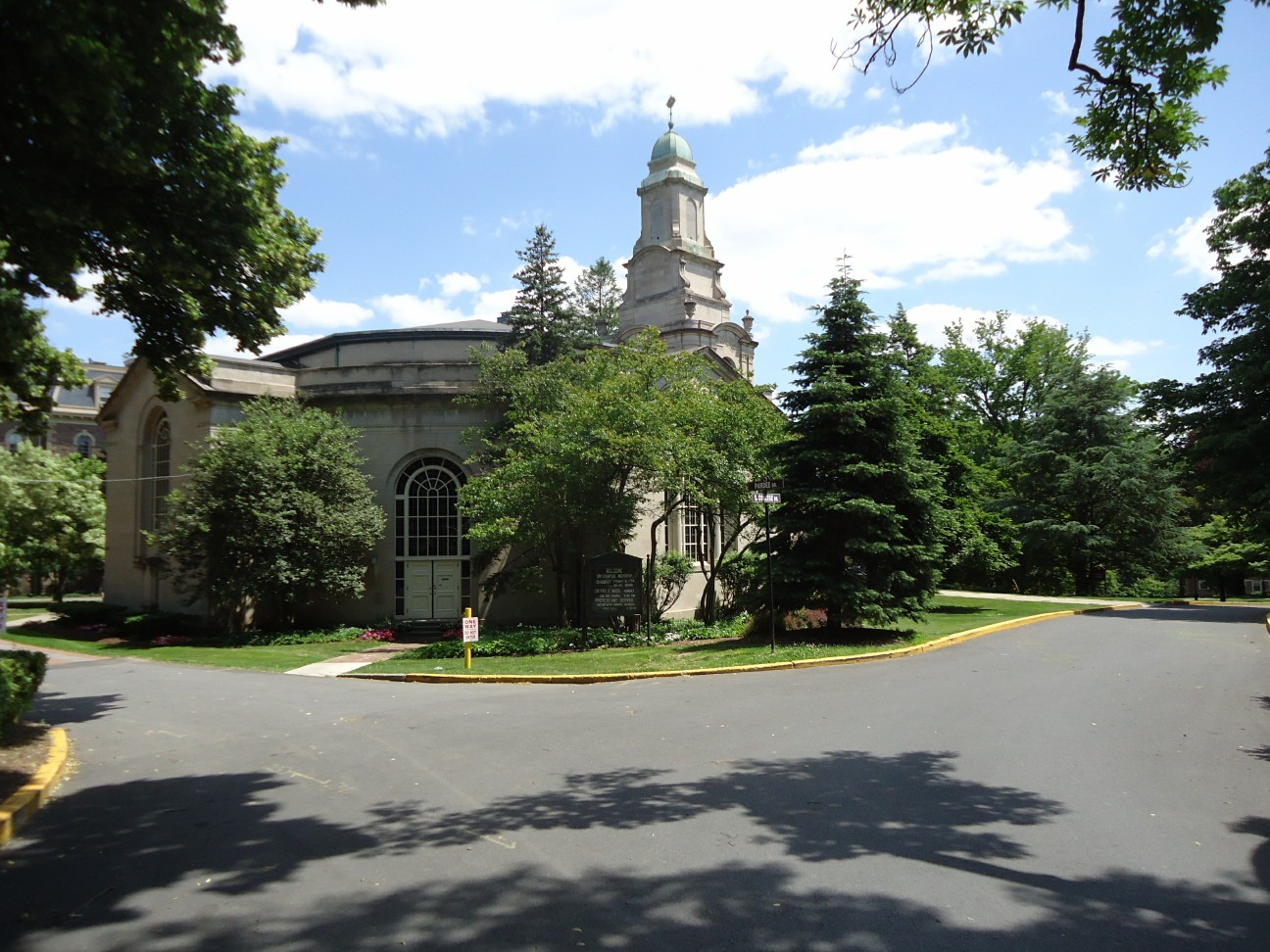
Colton Chapel

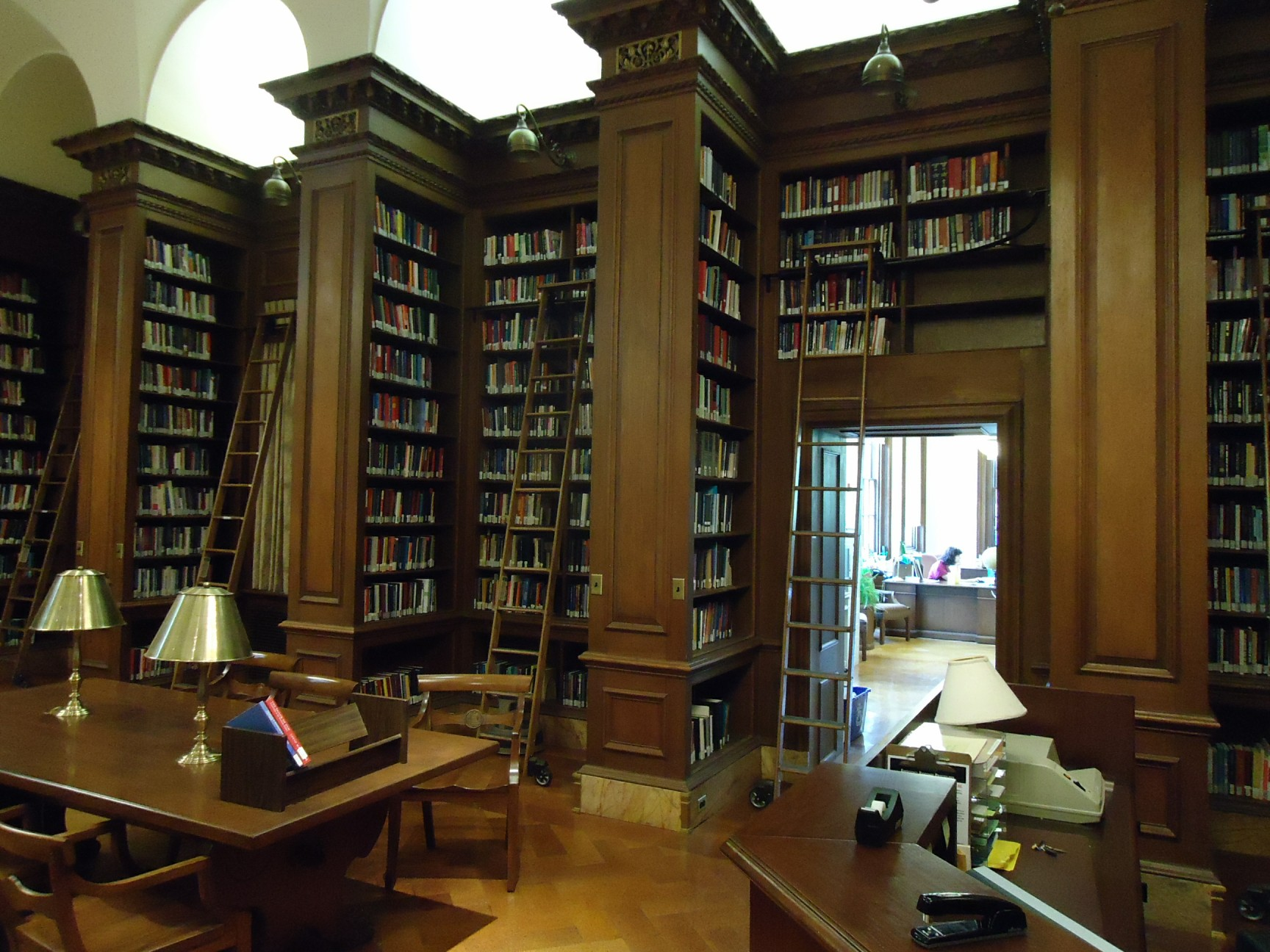
Kirby Library

Die Initiative zur Gründung des Colleges ging von James Madison Porter und anderen Bürgern Eastons aus. Auf einem Treffen am 27. Dezember 1824 beschlossen sie, das College nach dem französischen General La Fayette zu benennen („als Zeugnis der Hochachtung seiner Talente, Tugenden und richtungsweisenden Taten im Streben nach Freiheit“). La Fayette, ein Veteran der Französischen Revolution, reiste vom Juli 1824 bis zum September 1825 durch die Vereinigten Staaten, um den jungen Staat zu begutachten, der seinen eigenen politischen Idealen entsprach.
Zur Gründung und Leitung des Colleges wurde ein 35-köpfiger Vorstand (Board of Trustees) eingesetzt. Der Lehrplan wurde von Porter und den Rechtsanwälten Jacob Wagener und Joel Jones entworfen und beim Gouverneur von Pennsylvania eingereicht. Der Gouverneur John Andrew Shulze genehmigte den Lehrplan am 9. März 1826, der seither als Gründungsdatum des Lafayette College gilt.
Am 15. März 1826 wählte das Board of Trustees den ersten Vorstand des Lafayette College. Dieser bestand aus Thomas McKeen als Schatzmeister, Joel Jones als Sekretär und James Madison Porter als Vorsitzendem. Während der ersten Jahre widmete sich der Vorstand hauptsächlich der Aufgabe, ein Stiftungsvermögen zu sammeln, mit dem das College unterhalten werden konnte. Die vier ersten Studenten schrieben sich am 1. Mai 1829 ein und wurden vom presbyterianischen Pfarrer John Monteith unterrichtet. 1830 wurde der Pfarrer George Junkin zum Präsidenten des Colleges berufen. Junkin hatte zuvor die Manual Labor Academy in Germantown geleitet und verlegte diese Einrichtung nach Easton. Studium und Arbeit gingen in den ersten Jahren des College Hand in Hand: Die Studenten arbeiteten neben ihrem Studium in der Landwirtschaft und bei Handwerkern, um ihr Studium zu finanzieren.
Der akademische Unterricht fand zunächst auf einem leerstehenden Bauernhof statt. 1839 erwarb das College den Bereich des heutigen Campus (College Hill) und errichtete dort einen Neubau, der 1841 fertiggestellt und bezogen wurde. Präsident Junkin verließ 1841 das College nach Auseinandersetzungen mit dem Vorsitzenden des Board of Trustees, James Madison Porter.
Um die Finanzierung des College zu sichern, strebte das Board of Trustees kirchliche Unterstützung an. 1854 wurde die Leitung des College mit der Presbyterian Church verbunden. Im Gegenzug überwies die Presbyterian Church dem College jährlich 1000 $ für den Etat. In den folgenden Jahren 1855 und 1856 erreichte die Studentenzahl mit 112 ihren ersten Höhepunkt. Allein 1857 schlossen 27 Studenten gleichzeitig ihr Studium ab. Diese Class of 1857 hatte auch die erste Studentenverbindung des Colleges begründet, die bis 1915 geheim gehalten und vom College nicht unterstützt wurde.
Der Schwerpunkt des Lafayette College waren die Ingenieurwissenschaften.

### Erster Weltkrieg
Nach dem Eintritt der Vereinigten Staaten in den Ersten Weltkrieg unterstützte das Lafayette College die Kriegseinsätze, indem es seine Studenten zu Arbeitseinsätzen auf Farmen anspornte. Wer sich an diesen Arbeitseinsätzen beteiligte, erhielt seinen akademischen Abschluss in absentia. Professor Beverly Kunkel gründete mit einigen Studenten und Dozenten des Colleges eine Sanitätstruppe, die beim United States Army Ambulance Service angegliedert war. Der Campus wurde 1917 zum Exerzierplatz umgestaltet. Nach Kriegsende nahm das College am 2. Januar 1919 seinen gewöhnlichen Betrieb wieder auf.

### Wirtschaftskrise
Während der Wirtschaftskrise (Great Depression) sank die Studentenzahl des Colleges von 1930 bis 1934 drastisch. Um sein ingenieurwissenschaftliches Studium attraktiver zu machen, veranstaltete das Lafayette College Informationswochen an High Schools, wo man die Schüler mit den Grundlagen des Ingenieurberufs bekannt machte. In den Jahren 1935 und 1936 stiegen die Einschreibezahlen wieder langsam an. Obwohl das College mit eigenen Problemen zu kämpfen hatte, leistete es seinen Beitrag, um die Bevölkerung während der Wirtschaftskrise zu unterstützen: Es richtete 1932 ein kostenloses Lehrprogramm für Arbeitslose ein und stellte seine Turnhalle als Unterkunft für Arbeitslose zur Verfügung.
Als sich 1934 das Ende der Wirtschaftskrise abzeichnete, rief der Präsident des Colleges William Mather Lewis die Kampagne „Jahrzehnt des Fortschritts“ (Decade of Progress) aus. Anlässlich des 70-jährigen Jubiläums des Studiengangs Ingenieurwissenschaft und angesichts des gewaltigen technischen Fortschritts setzte der Präsident bis 1944 das Ziel, 500.000 $ an Spendengeldern zu sammeln und damit die Finanzierung eines Neubaus (Gates Hall), die Renovierung der Van Wickle Memorial Library und verschiedene Modernisierungsmaßnahmen in Angriff zu nehmen. Die Kampagne brachte bis 1944 insgesamt 280.853,34 $ ein.

### Zweiter Weltkrieg
Als Präsident Franklin D. Roosevelt nach dem Ausbruch des Zweiten Weltkriegs für einen Kriegseintritt der Vereinigten Staaten plädierte, protestierten 37 Dozenten des Lafayette College in einem Telegramm. Nach dem Kriegseintritt der USA richteten Dozenten des Lafayette College ein Council of Defense ein. Das College richtete außerdem einen Offizierslehrgang (Reserve Officer Training Corps) ein und wurde vom Kriegsministerium beauftragt, Ingenieure und Piloten der Streitkräfte auszubilden. Die Studentenzahl des College erreichte nach dem Serviceman’s Readjustment Act (1944) ungekannte Höhen mit fast 2000 Studenten im Jahr 1949.

### Seit dem Zweiten Weltkrieg

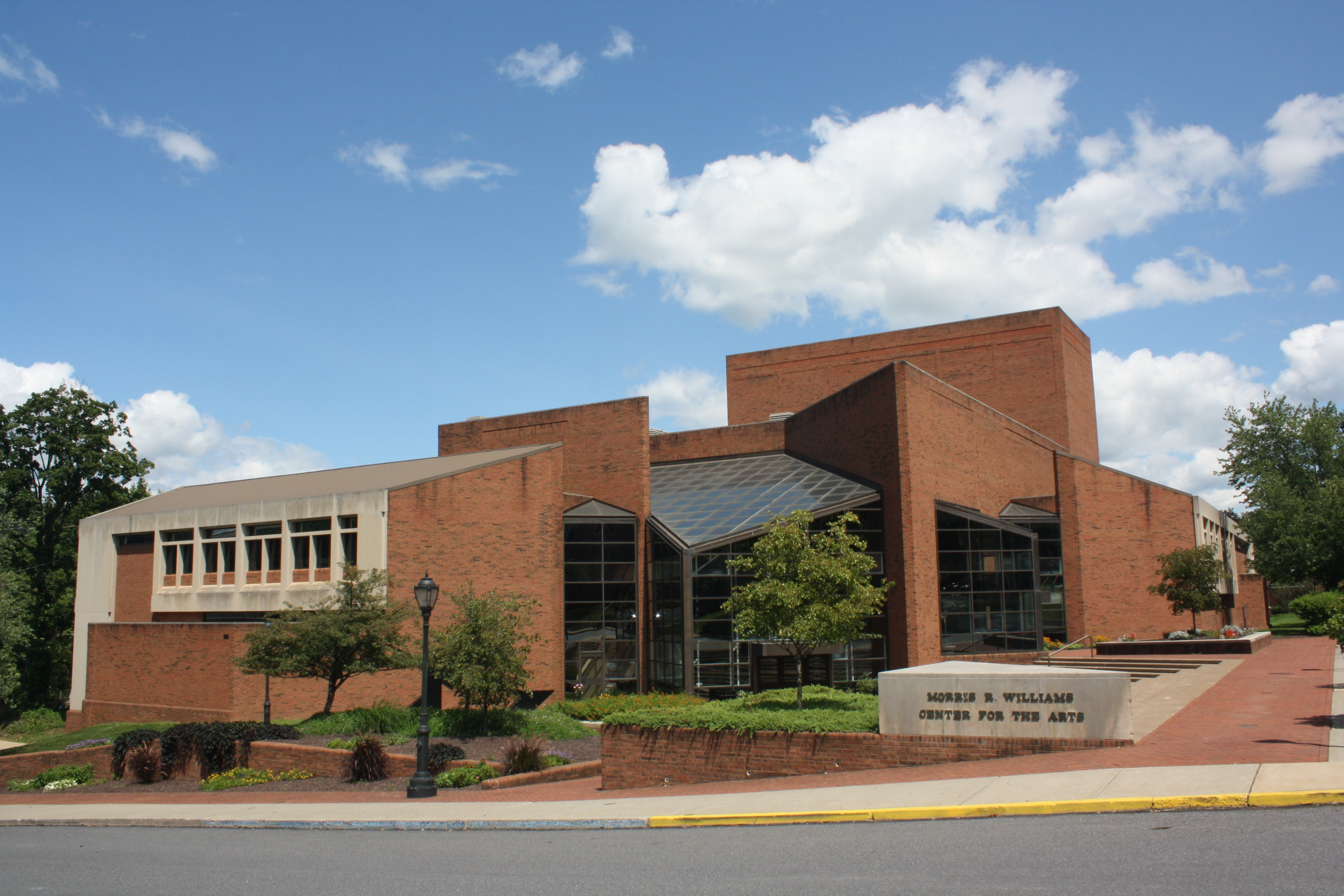
Das Morris R. Williams Center for the Arts

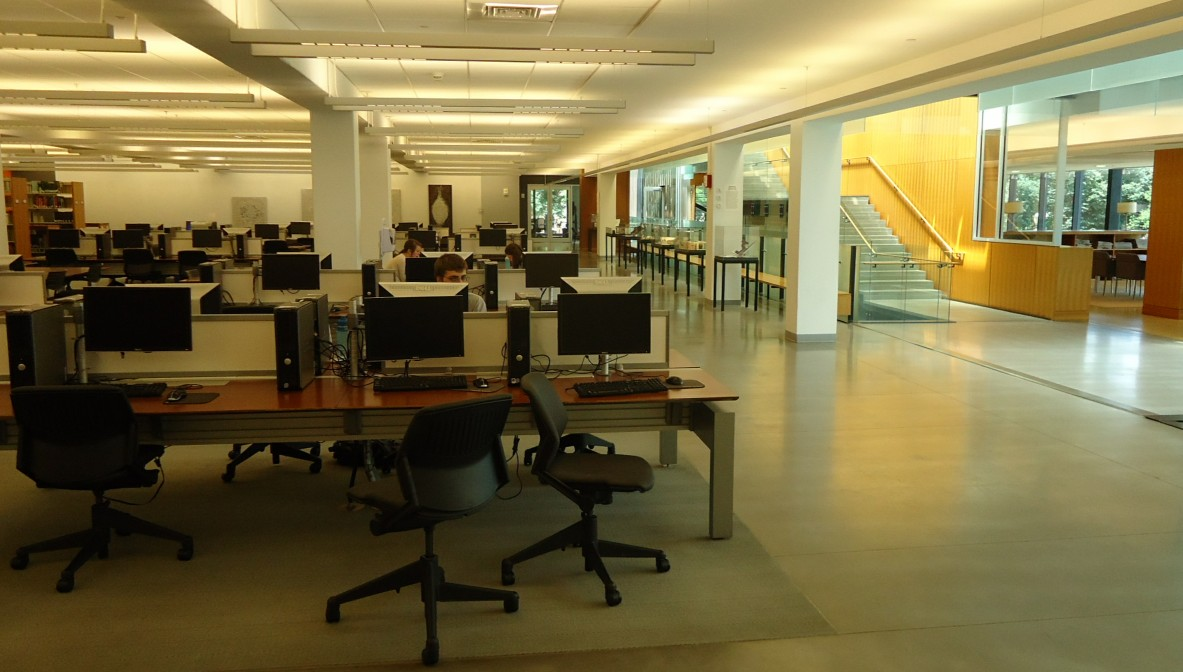
Computerarbeitsplätze in der Skillman Library

Ein wiederkehrendes Thema am College war die Koedukation bzw. die Zulassung von Frauen zum Studium. Die Dozentenschaft setzte 1967 ein Komitee zu dieser Frage ein, das 1968 die Einrichtung eines koedukativen Curriculums empfahl. Im September 1970 schrieben sich die ersten Frauen am Lafayette College ein. Allein in diesem Jahrgang waren 146 Studentinnen.
Eine Untersuchung über das religiöse Leben am Lafayette College kam 2004 zu dem Schluss, dass die formale Verbindung des College mit der presbyterianischen Kirche zu überprüfen sei. Die Verbindung besteht jedoch unverändert fort, wenngleich das Lafayette College kein Mitglied des Dachverbands presbyterianischer Hochschulen (Association of Presbyterian Colleges and Universities) ist.
2007 feierte das Lafayette College den 250. Geburtstag seines Namensgebers mit Vortragsreihen und Festveranstaltungen.

## Studienfächer

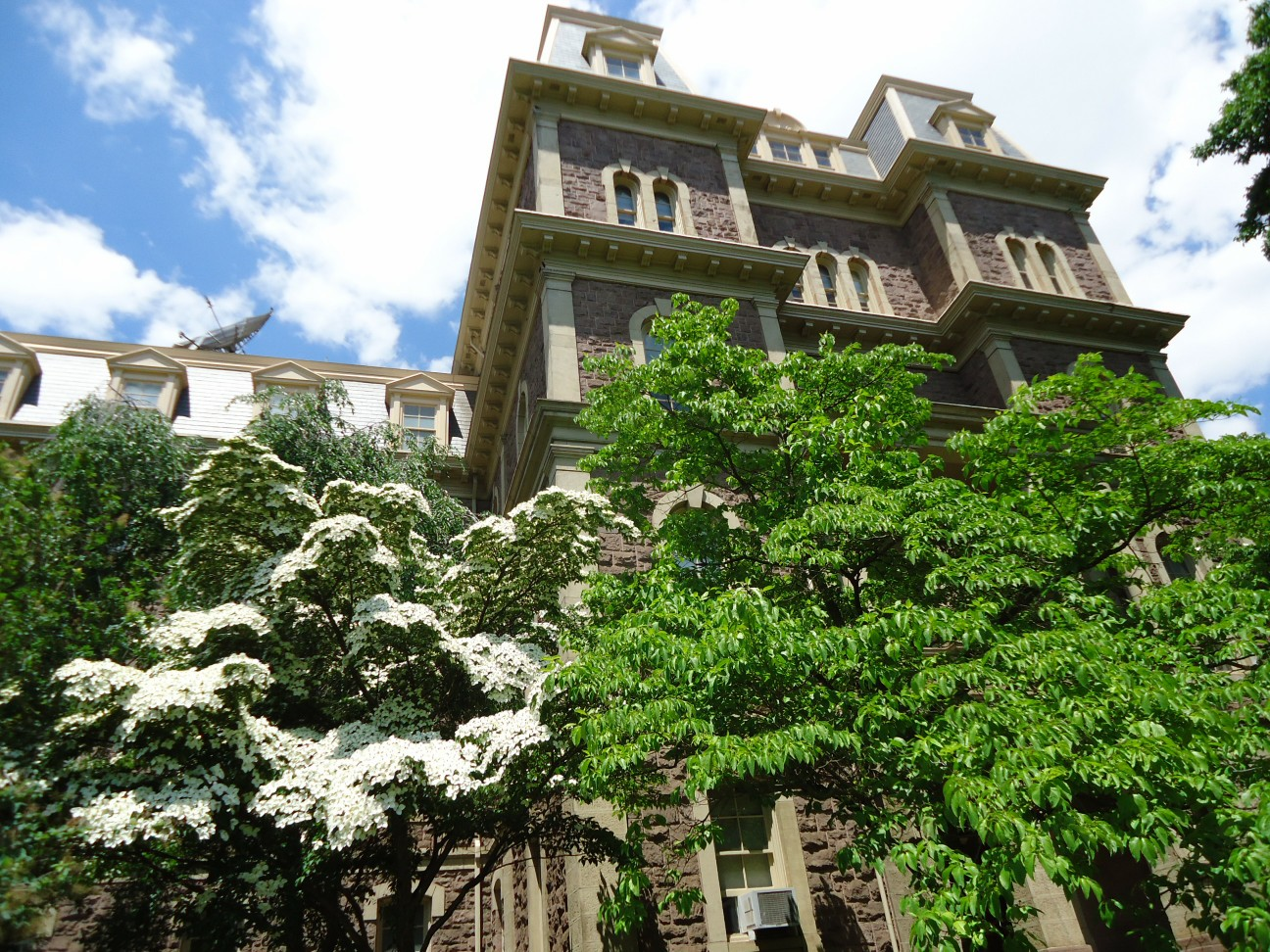
Gebäude (Pardee Hall, erbaut 1873) des Lafayette College (2012)

Das College bietet Bachelor-Studiengänge in 65 Fächern an: 37 führen zum Bachelor of Arts, 14 zum Bachelor of Science. Dazu kommen zehn Studiengänge im naturwissenschaftlichen und vier im ingenieurwissenschaftlichen Bereich. Die höchsten Einschreibequoten haben die Sozialwissenschaften, Ingenieurwissenschaften, Biologie, Anglistik und Psychologie. Darüber hinaus haben die Studenten die Möglichkeit, sich aus verschiedenen Kursen ihr eigenes Hauptfach (Major) zusammenzustellen.
Der ingenieurwissenschaftliche Studiengang bietet fünf Schwerpunktprogramme: Bauingenieurwesen, Chemiewesen, Elektro- und Computertechnik, Maschinenbau und Ingenieurwissenschaften. Die Studierenden dieser Studiengänge schneiden bei bundesweiten Prüfungen im Durchschnitt besser ab als Studierende anderer Universitäten: 2012 bestanden 94 % die Ingenieur-Grundprüfung; der Bundesdurchschnitt lag bei 70–87 % (abhängig vom genauen Fach).

## Zahlen zu den Studierenden, den Dozenten und zum Vermögen
Im Herbst 2021 waren 2.725 Studierende am Lafayette College eingeschrieben, die alle ihren ersten Studienabschluss anstrebten und damit undergraduates waren. Von diesen waren 49 % weiblich und 51 % männlich; 4 % bezeichneten sich als asiatisch, 5 % als schwarz/afroamerikanisch, 8 % als Hispanic/Latino und 68 % als weiß. Es lehrten 306 Dozenten an der Universität, davon 255 in Vollzeit und 51 in Teilzeit. 2013 waren es 2.488 Studierende gewesen.
Der Wert des Stiftungsvermögens der Universität lag 2021 bei 1,064 Mrd. US-Dollar und damit 26,7 % höher als im Jahr 2020, in dem es 839,4 Mio. US-Dollar betragen hatte. 2014 waren es 800,7 Mio. US-Dollar gewesen.

## Rankings
| Zeitschrift                                                                       | Ranking |
| --------------------------------------------------------------------------------- | ------- |
| Forbes – Top Colleges                                                             | 79      |
| US News – National Liberal Arts Colleges                                          | 35      |
| PayScale – Overall College Return On Investment Rank                              | 22      |
| Kiplinger – Personal Finance                                                      | 31      |
| Journals of Blacks in Higher Education – 50 Leading Liberal Arts and Universities | 5       |

## Sport
Die Sportteams des Colleges sind die Leopards. Die Hochschule ist seit 1986 Mitglied in der Patriot League.

## Persönlichkeiten

### Alumni
Zwei Nobelpreisträger haben am College studiert: Philip Showalter Hench (1896–1965, Bachelor 1916) erhielt 1950 den Nobelpreis für Medizin, Haldan Keffer Hartline (1903–1983, Bachelor 1923) erhielt 1967 den Nobelpreis für Physiologie oder Medizin.
Weitere bekannte Absolventen des College sind:
- Benjamin Appel (1907–1977), Autor
- Laird Howard Barber (1848–1928), Politiker
- Gerrit Blaauw (* 1947), Computeringenieur
- James McKeen Cattell (1860–1944), Persönlichkeits-Psychologe, studierte 1876–1880
- John D. Clarke (1873–1933), Politiker, studierte 1894–1898
- Isaiah D. Clawson (1822–1879), Politiker
- Stephen Crane (1871–1900), Autor
- George H. Decker (1902–1980), General
- Arthur Granville Dewalt (1854–1931), Politiker
- Robert Dill (* 1982), Basketballspieler
- Jack Ernst (1889–1968), American-Football- und Baseballspieler
- John R. Farr (1857–1933), Politiker
- Larry Fast (* 1965), Musiker, Komponist
- Horatio Gates Fisher (1838–1890), Politiker
- John W. Griggs (1849–1927), Jurist, Politiker, studierte 1867–1871
- James Morrison Harris (1817–1898), Politiker
- Samuel Hoffenstein (1890–1947), Drehbuchautor
- George Howell (1859–1913), Politiker
- Henry Hoyt (1830–1892), Politiker
- Philip Johnson (1818–1867), Politiker
- Benjamin Franklin Junkin (1822–1908), Politiker
- William Huntington Kirkpatrick (1885–1970), Politiker
- William Sebring Kirkpatrick (1844–1932), Politiker
- Isaac Clinton Kline (1858–1947), Politiker
- William Kraushaar (1920–2008), Astrophysiker
- Al LeConey (1901–1959), Sprinter, Olympiasieger 1924
- Henry Clay Longnecker (1820–1871), Politiker
- Samuel McLean (1826–1877), Politiker
- Peyton C. March (1864–1955), General
- Robert B. Meyner (1908–1990), Politiker, studierte 1926–1930
- Arch A. Moore (1923–2015), Politiker
- Richard Nonas (1936–2021), Künstler
- Jay Parini (* 1948), Literaturkritiker und Autor, studierte 1966–1970
- Winston L. Prouty (1906–1971), Politiker
- Joseph Horace Shull (1848–1944), Politiker
- Frank Shuman (1862–1918), Erfinder
- Joel Silver (* 1952), Filmproduzent
- William E. Simon (1927–2000), Unternehmer und Politiker
- Robert C. Smith (* 1941), Politiker
- Nathaniel B. Smithers (1818–1896), Politiker
- Eric Thal (* 1965), Wrestler, studierte 1983–1984 Maschinenbau

### Dozenten
- Eugene Cook Bingham (1878–1945), Chemiker, Leiter der Chemischen Abteilung 1916–1945
- Ernst Wolfgang Caspari (1909–1988), Zoologe, Genetiker, Assistant Professor 1941–1944
- Johannes Gaertner (1912–1996), Kunsthistoriker, 1947 bis 1977 am College
- Ronold W. P. King (1905–2006), Physiker, 1934–1937 Assistenzprofessor am College
- Francis Andrew March (1825–1911), Philologe, Professor für englische Sprache und vergleichende Sprachwissenschaft 1857–1906
- James Madison Porter (1793–1862), Präsident des Board of Trustees 1826–1852 und Professor der Rechtswissenschaften und Volkswirtschaft 1837–1852
- Theodore Roethke (1908–1963), Lyriker, 1931–1935 Dozent für Anglistik
- Miranda Teboh-Ewungkem (* 1974), Mathematikerin, 2008 Gastprofessur am Lafayette College[20]

### Präsidenten des College
Die bisherigen Präsidenten des College waren:
1. George Junkin, 1832–1840 und 1848–1849
2. John William Yeomans, 1840–1848
George Junkin (erneut)
3. Charles William Nassau, 1849–1850
4. Daniel V. McLean, 1850–1854
5. George Wilson McPhail, 1854–1861
6. William Cassady Cattell, 1863–1883
7. James Hall Mason Knox, 1883–1890
8. Ethelbert Dudley Warfield, 1891–1914
9. John Henry MacCracken, 1915–1926
10. William Mather Lewis, 1926–1945
11. Ralph Cooper Hutchison, 1945–1957
Guy Everett Snavely, 1957–58 (kommissarisch)
12. K. Roald Bergethon, 1958–1978
13. David Ellis, 1978–1990
14. Robert I. Rotberg, 1990–1993
15. Arthur J. Rothkopf, 1993–2005
16. Daniel Weiss, 2005–2013
17. Allison Byerly, 2013–2021
18. Nicole F. Hurd, seit 2021

### Trustees
- Thomas Jones Rogers (1781–1832), Politiker, Trustee 1826–1832
- Thomas J. Watson (1874–1956), Unternehmer, Vorstandsvorsitzender von IBM